# 브로민화 세트리모늄
브로민화 세트리모늄(Cetrimonium bromide, CTAB)은 양이온성의 계면활성제이다.

## 특성
세균이나 진균류에 대해서 효과적인 살균제이며, 세트리마이드 소독제 성분의 하나이다. 또 정전기 방지제, 유연제로서 헤어 컨디셔너에 이용되고 있는 것 외에 실험실에서는 DNA의 추출에 이용된다.

## 같이 보기
- 염화 세트리모늄